# Мохтар Хасні
Мохтар Хасні (фр. Mokhtar Hasni; 19 березня 1952 — 21 січня 2024) — туніський футболіст, що грав на позиції нападника.
Виступав, зокрема, за клуби «Ель-Макарем» та «Лув'єрваз», а також національну збірну Тунісу.

## Клубна кар'єра
У дорослому футболі дебютував 1971 року виступами за команду «Ель-Макарем», в якій провів п'ять сезонів.
1976 року перебрався до Бельгії, де спочатку недовго виступав за нижчоліговий «Овеле», а 1977 року перейшов до клубу «Лув'єрваз», за який відіграв 5 сезонів, два з яких у вищому бельгійському дивізіоні. Завершив кар'єру футболіста виступами за команду «Лув'єрваз» у 1982 році.

## Виступи за збірну
1974 року дебютував в офіційних матчах у складі національної збірної Тунісу.
У складі збірної був учасником Кубка африканських націй 1978 року в Гані та чемпіонату світу 1978 року в Аргентині.